# Witalij Schafar

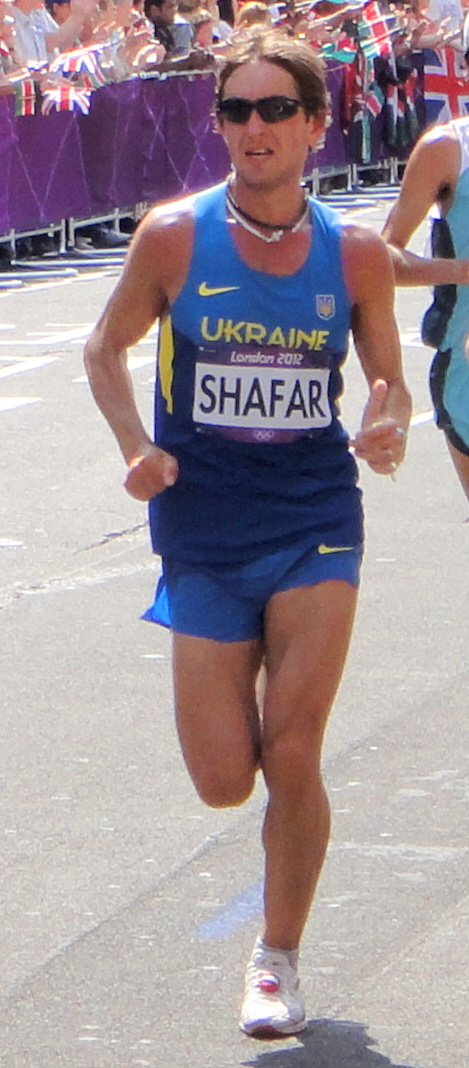
Witalij Schafar 2012 in London

Witalij Petrowytsch Schafar (ukrainisch Віталій Петрович Шафар, engl. Transkription Vitaliy Shafar; * 27. Januar 1982 in Luzk) ist ein ukrainischer Marathonläufer.
2006 kam er beim Hamburg-Marathon auf den 15. Platz und siegte beim Warschau-Marathon. Im Jahr darauf wurde er Achter beim Eindhoven-Marathon. 2008 belegte er beim Rom-Marathon den 14. Platz und wurde Dritter beim Oelder Citylauf, und 2009 wurde er Elfter beim Biwa-See-Marathon, Dritter beim Dębno-Marathon und Zehnter beim Fukuoka-Marathon.

## Persönliche Bestzeiten
- 5000 m: 13:53,25 min, 15. Juni 2008, Warschau
- 10.000 m: 28:27,77 min, 1. Juli 2008, Kiew
- 10-km-Straßenlauf: 28:45 min, 6. Juni 2008, Oelde
- Marathon: 2:12:07 h, 14. Oktober 2007, Eindhoven